# Kadyny
Kadyny (niem. Kadien/Cadinen) – wieś w Polsce, położona w województwie warmińsko-mazurskim, w powiecie elbląskim, w gminie Tolkmicko. 
Wieś szlachecka położona była w II połowie XVI wieku w województwie malborskim. W latach 1975–1998 wieś administracyjnie należała do województwa elbląskiego.
Wieś z przystanią morską.
We wsi działało Państwowe Gospodarstwo Rolne – Stadnina koni w Kadynach, od 1994 po przekształceniu jako Stadnina Koni Skarbu Państwa Kadyny. W 2008 została zlikwidowana.

## Etymologia nazwy
Według legendy nazwa miejscowości pochodzi od imienia własnego pruskiej księżniczki Kadyny – domniemanej założycielki Kadyn. Nazwa Kadyny ma swoje potwierdzenie tylko w legendzie, jednak wiadomo, że Krzyżacy przejęli ją od Prusów. Obecną nazwę wsi zatwierdzono administracyjnie 12 listopada 1946.

## Położenie
Kadyny położone są nad Zalewem Wiślanym, około 23 km od Elbląga, na obszarze Parku Krajobrazowego Wysoczyzny Elbląskiej i Rezerwatu Kadyński Las. Miejscowość znajduje się na trasie Kolei Nadzalewowej.

## Integralne części wsi
| SIMC    | Nazwa     | Rodzaj     |
| ------- | --------- | ---------- |
| 0159054 | Kikoły    | przysiółek |
| 0159114 | Ostrogóra | część wsi  |

## Historia
Na wzniesieniach Wysoczyzny Elbląskiej w czasach średniowiecznych znajdował się gród staropruskiego plemienia Pogezanów, który został podbity przez Krzyżaków. W pobliżu ruin grodziska zakon założył wieś Kadyny, gdyż doceniono strategiczne położenie grodu i piękno okolicy. Pierwsza wzmianka o miejscowości pochodzi z 1255. Kadyny były siedzibą komornictwa, a później okręgu leśnego, który podlegał komturowi elbląskiemu. Znajdował się tu folwark krzyżacki i zameczek myśliwski. Obronny dwór krzyżacki powstał w XIII wieku.
W 1431 właścicielem Kadyn w został Jan Bażyński, który dobra te otrzymał w zamian za długi zakonu. W roku 1605 ostatni z Bażyńskich – Ludwik Bażyński z żoną Anną z Białobłockich sprzedali Kadyny miastu Elblągowi. W 1682 właścicielem Kadyn został Jan Teodor Schlieben.
Po jego śmierci w 1695 dobra kadyńskie odziedziczył jego najstarszy syn Ernest Zygmunt Schlieben, który odsprzedał wieś Stanisławowi Samuelowi Działyńskiemu (staroście kiszewskiemu). Kadyny odziedziczył po nim Jan Ignacy Działyński, od którego młodszy syn Jana Teodora Schliebena – wojewoda inflancki Jan Wilhelm Schlieben – odkupił miejscowość. W 1786 roku wieś kupił pruski generał hrabia Wilhelm von Schwerin. Następnie w 1799 roku Kadyny przeszły w posiadanie ówczesnego kanonika kapituły warmińskiej Ignacego Stanisława Matthy. Miejscowość była jeszcze kilkukrotnie sprzedawana (właścicielem była m.in. rodzina Struensee). Od 1817 roku jej właścicielem był kupiec elbląski Daniel Birkner, a od 1827 jego syn Eduard Birkner.
W połowie XVIII wieku w miejscu pruskiego grodziska powstał klasztor franciszkanów.

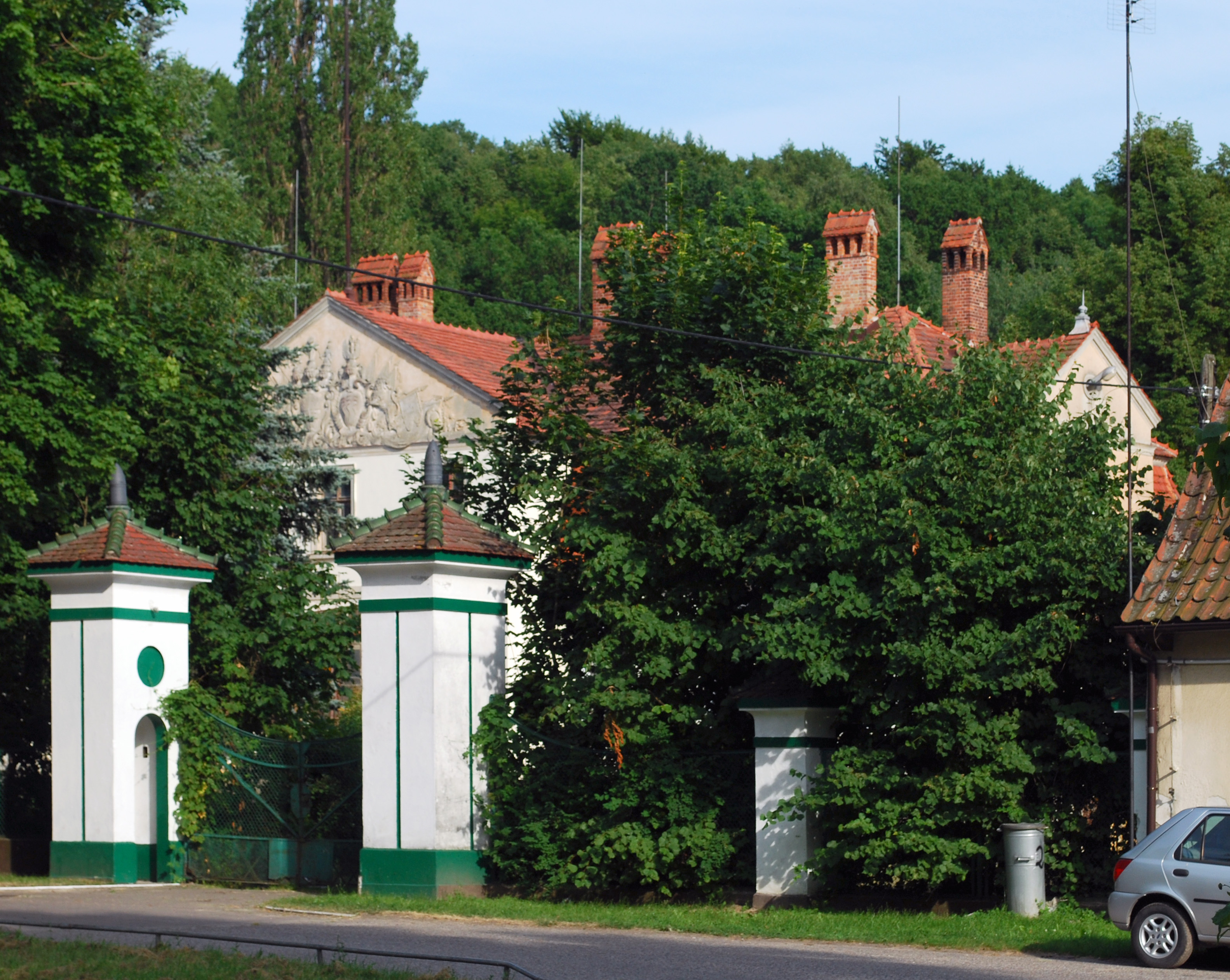
Pałac Wilhelma II

Eduard Birkner zapisał wieś w testamencie cesarzowi Wilhelmowi II, którego własnością stała się 15 grudnia 1898. Cesarz Wilhelm nakazał budowę w Kadynach letniej rezydencji cesarskiej.
Nabycie Kadyn przez cesarza spowodowało wielki rozwój wsi. Nowy właściciel nakazał odbudowę majątku i budowę nowej wsi według projektów architektów berlińskich w tzw. Ordensstil (z niem. styl zakonny).
W latach 1902–1905 wybudowano szkołę.

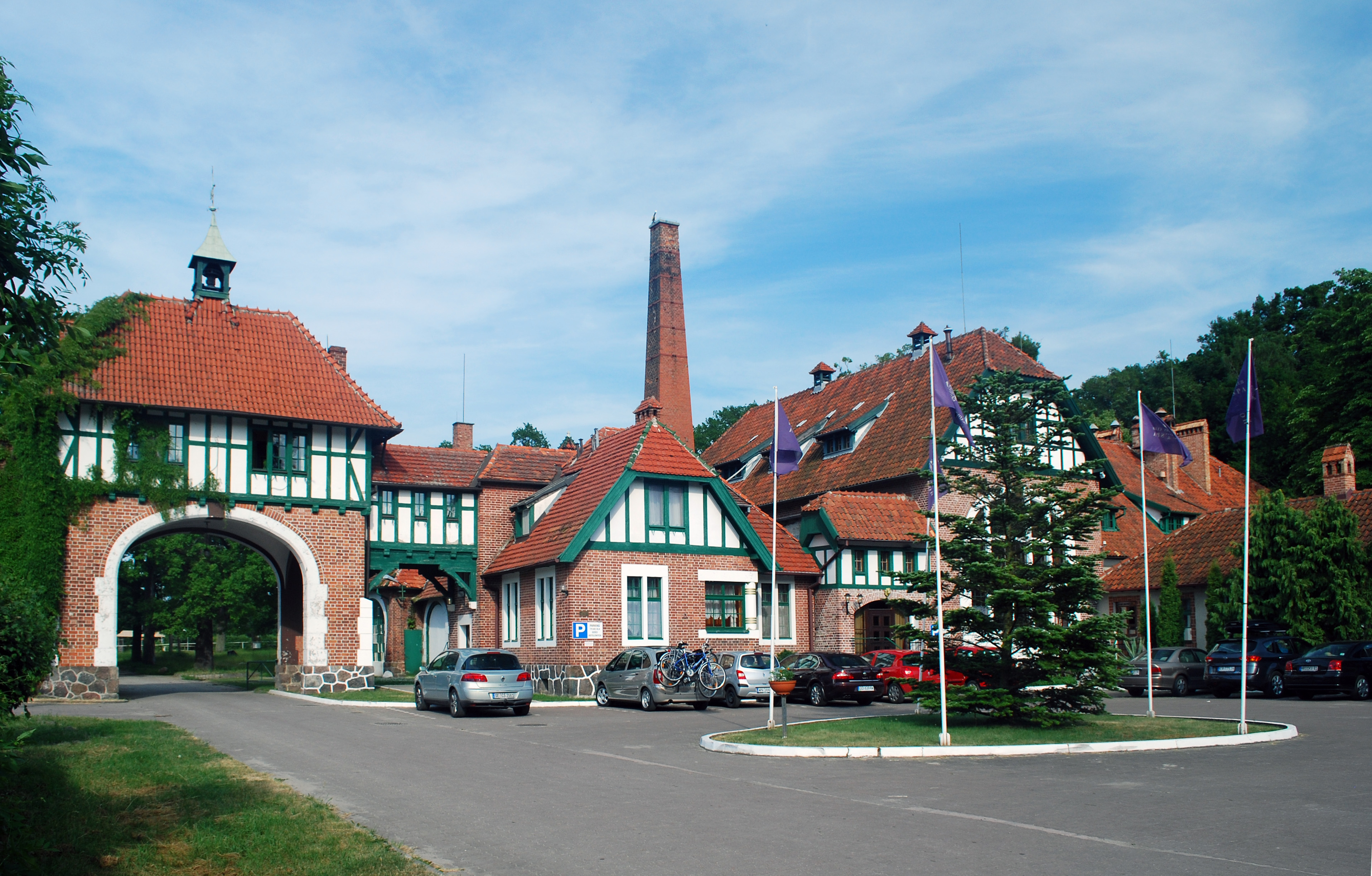
Brama wjazdowa na teren folwarku, z prawej budynki mieszkalne obsługi folwarku

Z polecenia cesarza w 1905 powstała w miejscowości manufaktura ceramiczna, specjalizująca się w produkcji majoliki na potrzeby dworu. Głównie były to wyroby na prywatne prezenty dla rodziny cesarskiej, dyplomatów i przedstawicieli kościoła. Wykonano z niej również ceramiczne ozdoby na Drodze Królewskiej w Gdańsku, a kadyńskie wyroby doceniano w kraju i za granicą. Po I wojnie światowej produkcja została rozszerzona i miała charakter komercyjny. Duże pokłady gliny przyczyniły się do powstania cegielni z rozszerzeniem produkcji o ceramikę budowlaną.
Od roku 1937 do 1944 w Kadynach rezydował wnuk Wilhelma II, ks. Ludwik Ferdynand ze swą liczną rodziną.
W 2015 w Kadynach została ustalona przystań morska.

## Komunikacja i transport

### Transport drogowy
- Przez miejscowość przebiega droga wojewódzka nr 503

### Transport kolejowy
- Kolej Nadzalewowa z przystankiem kolejowym w Kadynach (obecnie nieczynny) – linia kolejowa Elbląg – Frombork – Braniewo

### Transport wodny
- Przystań morska w Kadynach

Przystań znajduje się na terenie kompleksu rekreacyjnego „Srebrna Riwiera”, korzystać z niej mogą jednostki o małym zanurzeniu.

## Turystyka

### Zabytki
Obiekty wpisane do rejestru zabytków nieruchomych:
- układ ruralistyczny z XIII–XIX wieku (nr rej.: 145/90 z 13.04.1990),
- zespół klasztorny franciszkanów w Kadynach z lat 1745–1799, przebudowany w 1889 r.:
  - ruina kościoła (nr rej.: 26/N z 2.12.1959),
  - budynek klasztorny (nr rej.: 25/N z 2.02.1959).
- kaplica pw. Niepokalanego Poczęcia NMP (nr rej.: 130/89 z 5.12.1989),
- kaplica przydrożna pw. Świętego Krzyża z 1777 r. (nr rej.: 351/94 z 27.04.1994),
- kapliczka przydrożna, przy drodze do Tolkmicka (nr rej.: 694 z 21.12.1973),
- zespół pałacowy i folwarczny z XVII–XX wieku (nr rej.: A-4461 z 28.03.2007):
  - pałac z 1688 r., przebudowany w drugiej połowie XVIII w. i na przełomie XIX/XX w. (nr rej.: 68/15/57 z 30.05.1957 i z 679 z 27.10.1973), budynek parterowy nakryty mansardowym dachem, dwukondygnacyjny ryzalit centralny i niskie ryzality skrajne, w tympanonie ryzalitu głównego sceny batalistyczne i kartusze z herbami[15] Wilhelma von Schwerin (1739-1802, odmiana herbu)[16] i jego żony Wilhelminy von Rehbinder (1766–1829)

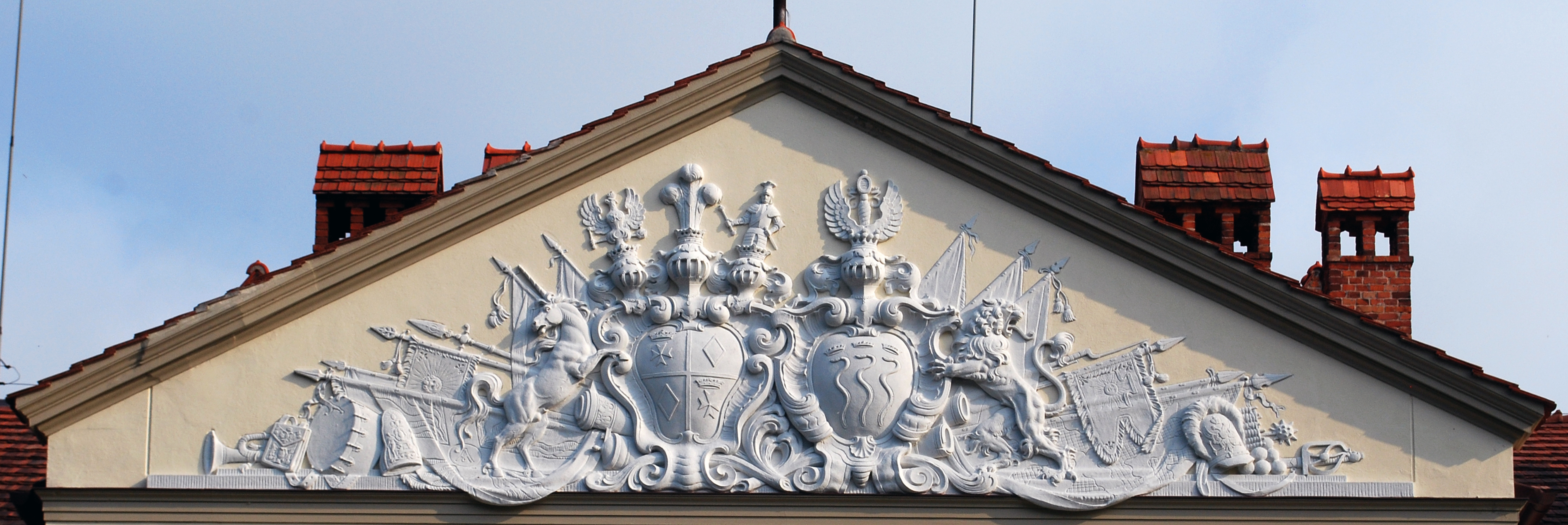
Fronton z herbami
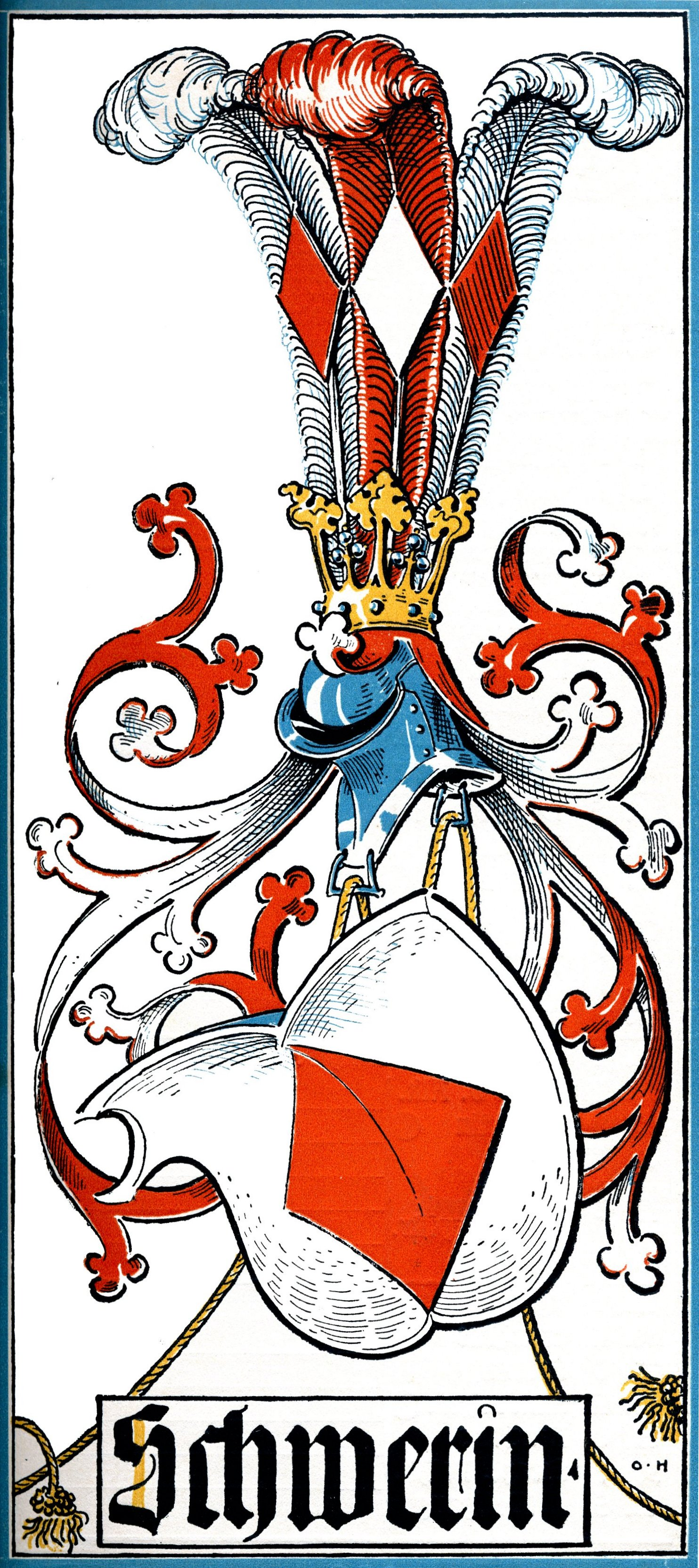
Schwerin (romb)
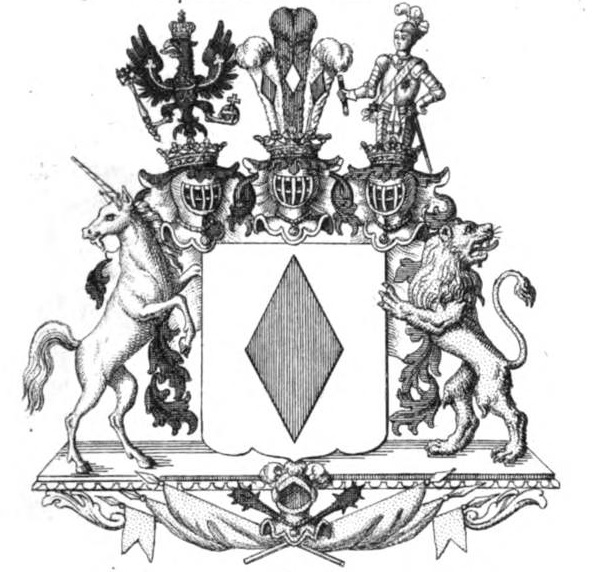
Schwerin (odmiana, romb, klejnot)
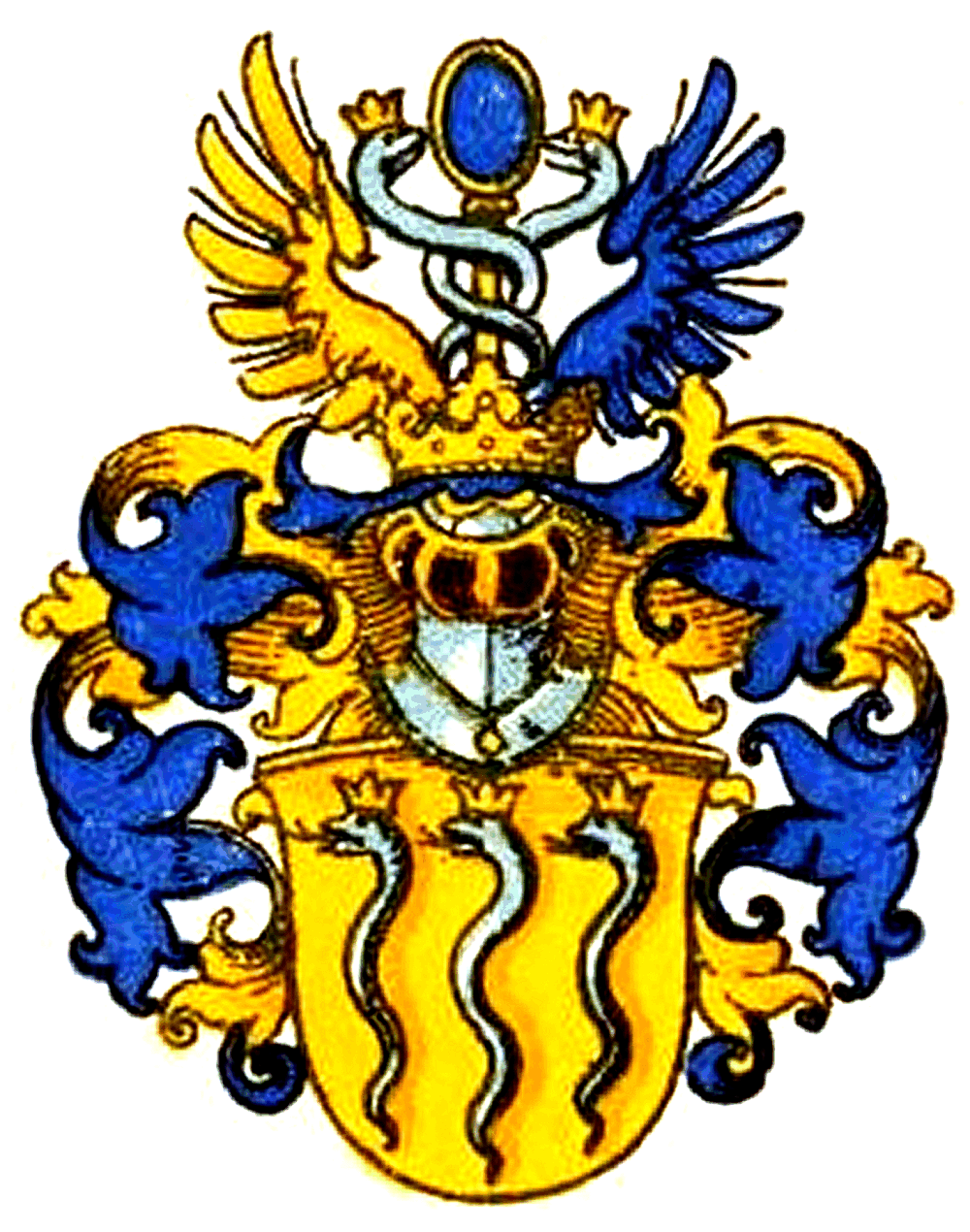
Rehbinder

- - park przy pałacu, z XVIII–XIX w. (nr rej.: 68/15/57 z 30.05.1957),
  - budynek gospodarczy, spichrz z 1801 r., przebudowany na przełomie XIX/XX w. (nr rej.: 680 z 27.10.1973)
  - oranżeria, obecnie dom mieszkalny, z 1817 r. (nr rej.: 681 z 27.10.1973),
  - dom nr 1, tzw. „Dom Kawalerów”, z przełomu XVIII/XIX w. (nr rej.: 682 z 27.10.1973),
  - gorzelnia, obecnie hotel, z przełomu XIX/XX w. (nr rej.: A-4461 z 28.03.2007)
  - budynek bramy przejazdowej z łącznikiem z przełomu XIX/XX w. (nr rej.: A-4461 z 28.03.2007)
  - budynki folwarczne, obecnie stadnina koni, z przełomu XIX/XX w. (nr rej.: A-4461 z 28.03.2007) z trzema stajniami, domem mieszkalnym, stajnią z magazynem, garażem z wagą, stodołą, skwerem przy stajni oraz studnią z obudową,
  - dwie kapliczki przydrożne, przy wyjeździe z podwórza folwarcznego, z 1683 r. (nr rej.: A-4461 z 28.03.2007),
- zespół „Białej Leśniczówki” z 1920 roku (nr rej.: A-2255 z 8.05.2006) z szachulcową leśniczówką z łącznikiem, szachulcowym budynkiem inwentarskim, drewnianą stodołą i studnią w obudowie kamiennej,
- budynek szkoły z 1902 r. (nr rej.: A-2018 z 26.02.2003),
- budynek gospodarczy (nr rej.: A-2018 z 26.02.2003),
- zabytkowy dom, posesja nr 12a (nr rej.: 162/90 z 10.09.1990),
- budynek karczmy, obecnie Bar i Pokoje gościnne "Konik", posesja nr 41, z 1911 r. (nr rej.: A-1694 z 12.07.2000),
- zespół cegielni z lat 1902–1903 (nr rej.: 562/98 z 25.03.1998) z budynkiem produkcyjny i terenem cegielni, młynem, budynkiem administracyjno-mieszkalnym, łącznikiem (świetlicą),
- Kadyny-Kikoły: zespół folwarku z około XIX wieku
- zespół folwarku w Kadynach Kikołach z końca XIX w. (nr rej.: A-2172 z 20.01.2005) z dwoma budynkami gospodarczymi.

#### inne
- cmentarz ewangelicki w Kadynach i Świątynia Pokoju

### Pomniki przyrody
- Dąb Bażyńskiego – 700-letni dąb szypułkowy, jedno z najstarszych drzew w Polsce

### Atrakcje turystyczne
- Park Krajobrazowy Wysoczyzny Elbląskiej

W Parku znajduje się między innymi ściana nieczynnego już dziś wyrobiska iłów elbląskich, która jest doskonałą ilustracją budowy geologicznej strefy krawędziowej Wysoczyzny Elbląskiej.
- Rezerwat przyrody Kadyński Las
- Kompleks plażowy „Srebrna Riwiera” – na jego terenie znajdują się: plaża, tawerna, boisko do piłki plażowej oraz nabrzeże z zabytkowymi lampami oświetleniowymi.
- Drewniana wieża widokowa położona kilkaset metrów od klasztoru; z której rozciąga się panorama Zalewu Wiślanego[18].

## Kultura i rozrywka

### Imprezy cykliczne
- Otwarte Mistrzostwa Warmii i Mazur w skokach przez przeszkody (mistrzostwa klasy CSN)[19]

## Osoby związane z Kadynami
- Wilhelm II Hohenzollern – ostatni niemiecki cesarz i król Prus
- Jan Teodor Schlieben – wojewoda inflancki
- Jan Bażyński
- Stanisław Działyński
- Jan Ignacy Działyński
- Ignacy Stanisław Matthy
- Hanna Żuławska
- Henryk Lula
- Ryszard Stryjec
- Piotr Niemiec